# باکنانگ

نشان شهر باکنانگ آلمان

باکنانگ (به آلمانی: Backnang) شهری است در ایالت بادن-وورتمبرگ آلمان. این شهر در ۲۷ کیلومتری شمال شرقی اشتوتگارت واقع شده است.
جمعیت این شهر ظرف یک قرن گذشته به‌طور چشمگیری افزایش داشته است و در ۳۱ دسامبر ۲۰۱۳ میلادی بالغ بر ۳۴٫۹۹۰ نفر برآورد شده است.